# Görel Hallström
Görel Hallström, född 12 januari 1949 på Lidingö, är en svensk regissör. 

## Regi i urval
- 1982 - Alberts underliga resa (Tv-serie)
- 1981 - ... och sen dör man
- 1980 - Zoo story
- 1980 - Det vita lyser i mörkret

## Filmmanus
- 2003 - Jag reder mig nog
- 1993 - Julrosor
- 1991 - Främlingar
- 1981 - ... och sen dör man